# Russellville (Misuri)
Russellville es una ciudad ubicada en el condado de Cole en el estado estadounidense de Misuri. En el Censo de 2010 tenía una población de 807 habitantes y una densidad poblacional de 389,97 personas por km².

## Geografía
Russellville se encuentra ubicada en las coordenadas 38°30′46″N 92°26′19″O / 38.51278, -92.43861. Según la Oficina del Censo de los Estados Unidos, Russellville tiene una superficie total de 2.07 km², de la cual 2.07 km² corresponden a tierra firme y (0%) 0 km² es agua.

## Demografía
Según el censo de 2010, había 807 personas residiendo en Russellville. La densidad de población era de 389,97 hab./km². De los 807 habitantes, Russellville estaba compuesto por el 96.9% blancos, el 1.73% eran afroamericanos, el 0.12% eran amerindios, el 0% eran asiáticos, el 0.25% eran isleños del Pacífico, el 0.25% eran de otras razas y el 0.74% pertenecían a dos o más razas. Del total de la población el 0.37% eran hispanos o latinos de cualquier raza.